# أحمد طالبي
أحمد طالبي (18 أغسطس 1981 بركان المغرب - ) هو لاعب كرة قدم مغربي يلعب كلاعب وسط.

## روابط خارجية
- أحمد طالبي على موقع قاعدة بيانات كرة القدم.إي يو (الإنجليزية)